# 23216 Mikehagler
23216 Mikehagler è un asteroide della fascia principale. Scoperto nel 2000, presenta un'orbita caratterizzata da un semiasse maggiore pari a 2,6454782 UA e da un'eccentricità di 0,1036246, inclinata di 2,69918° rispetto all'eclittica.